# ボーフォール (ジュラ県)
ボーフォール （Beaufort）は、フランス、ブルゴーニュ＝フランシュ＝コンテ地域圏、ジュラ県のコミューン。

## 地理
国道83号線を用いると、ロン＝ル＝ソーニエの南15kmに位置する。村は丘の西側斜面のふもとにある。この丘はジュラ山脈からブレスの平野を結ぶもので、非常に起伏に富む。

## 歴史
ボーフォールは13世紀にBellofortiの名で憲章に登場する。現在の名はアルピタン語の名称byo fòrtをフランス語化したものである。byo fòrtは『美しいと強い』を意味する2つの形容詞からなり、城に対して用いられる。
1819年8月11日、ボーフォールはクザンスにかわり小郡庁が置かれた。4年後、コミューンはランベ（Rambez）と合併した。

## 経済
ボーフォールは、ルヴルモン地方の丘陵を覆うブドウ畑から生産されるAOCワイン、コート・デュ・ジュラの恩恵を受けている。また、コンテチーズのAOCエリア内でもある。

## 人口統計
| 1962年 | 1968年 | 1975年 | 1982年 | 1990年 | 1999年 | 2005年 | 2014年 |
| ------ | ------ | ------ | ------ | ------ | ------ | ------ | ------ |
| 841    | 781    | 779    | 896    | 936    | 965    | 1011   | 1098   |

参照元:1962年から1999年までは複数コミューンに住所登録をする者の重複分を除いたもの。それ以降は当該コミューンの人口統計によるもの。1999年までEHESS/Cassini、2006年以降INSEE。

## 史跡

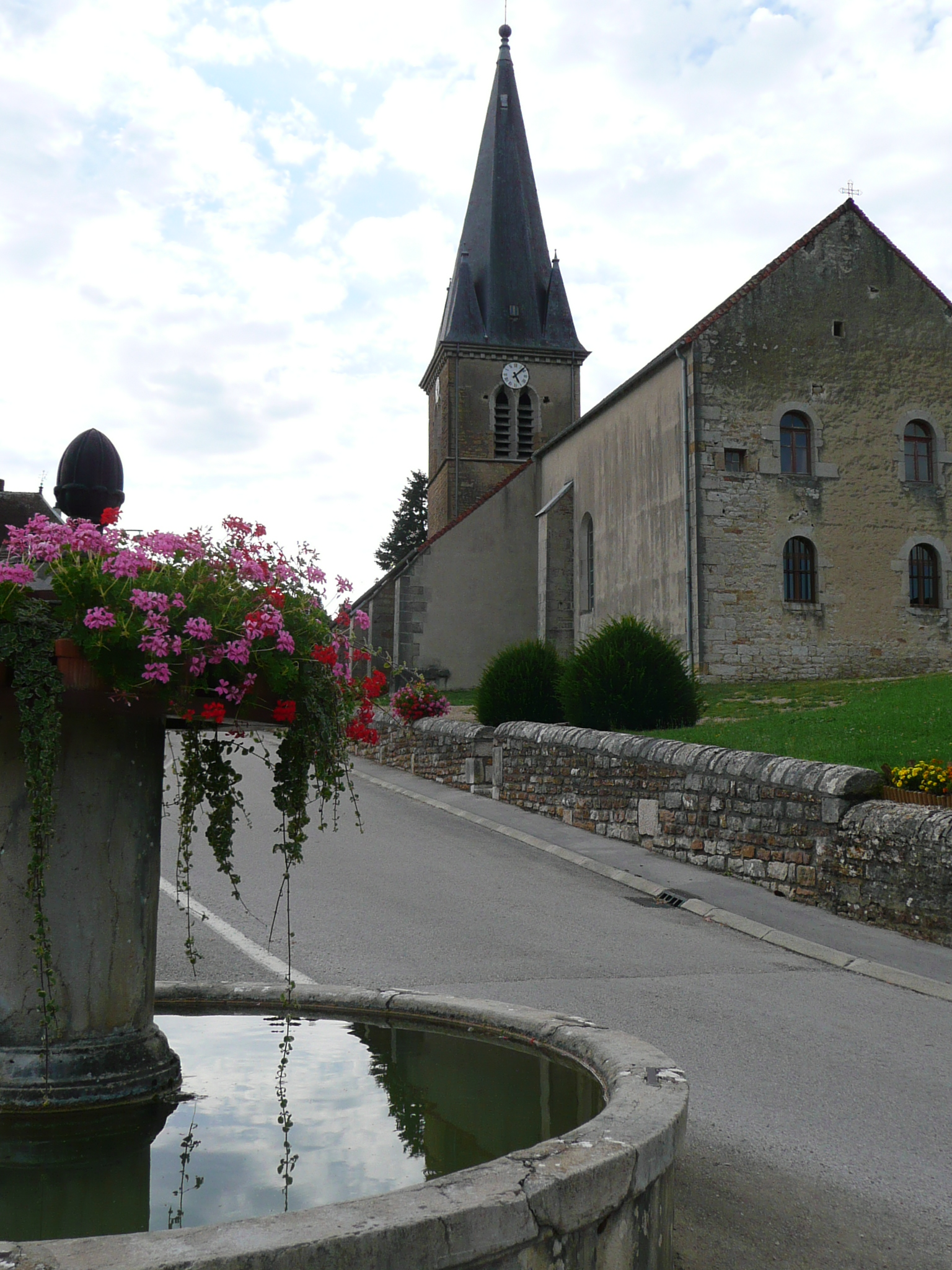
教会
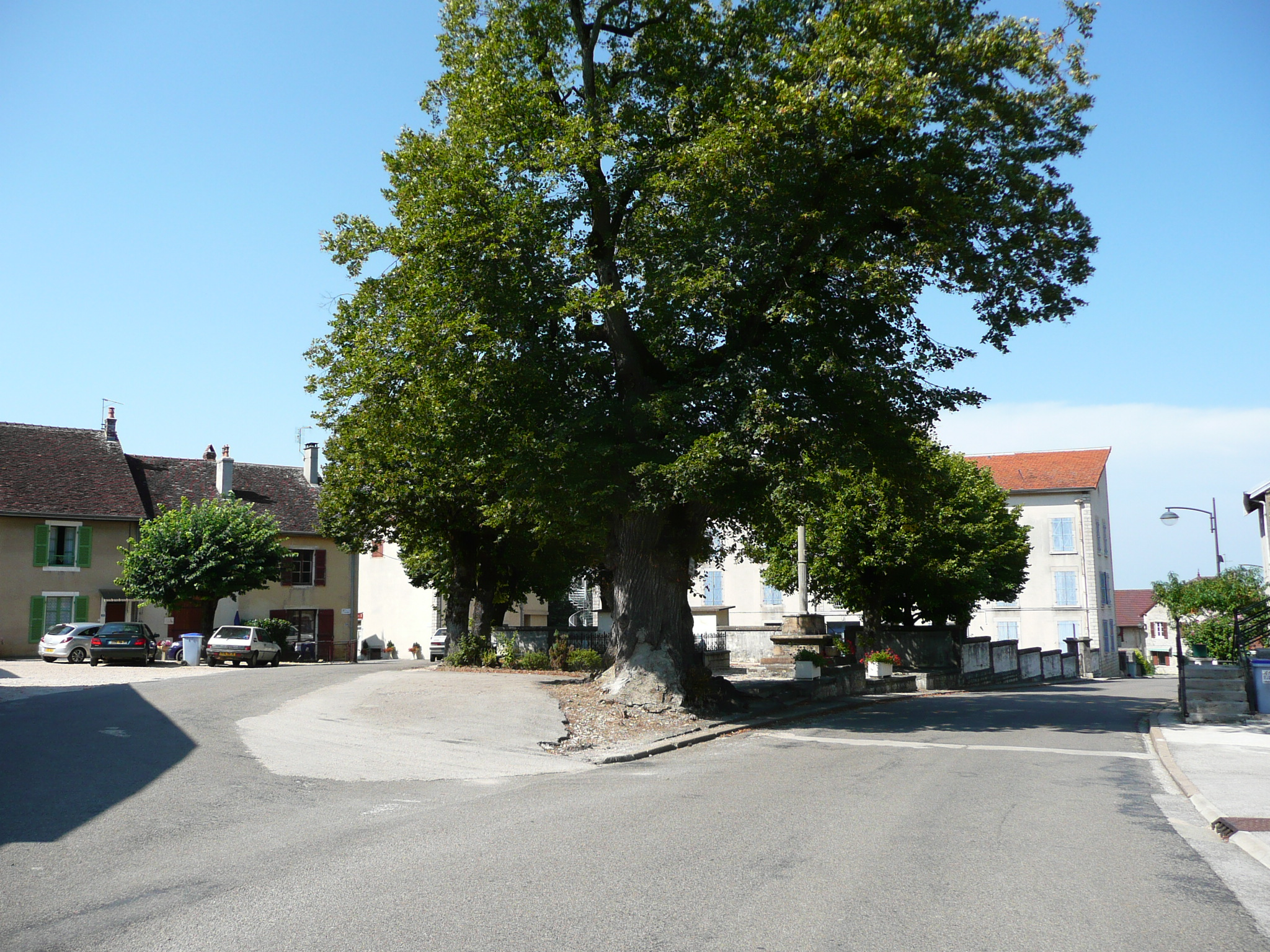
1585年に植えられた菩提樹
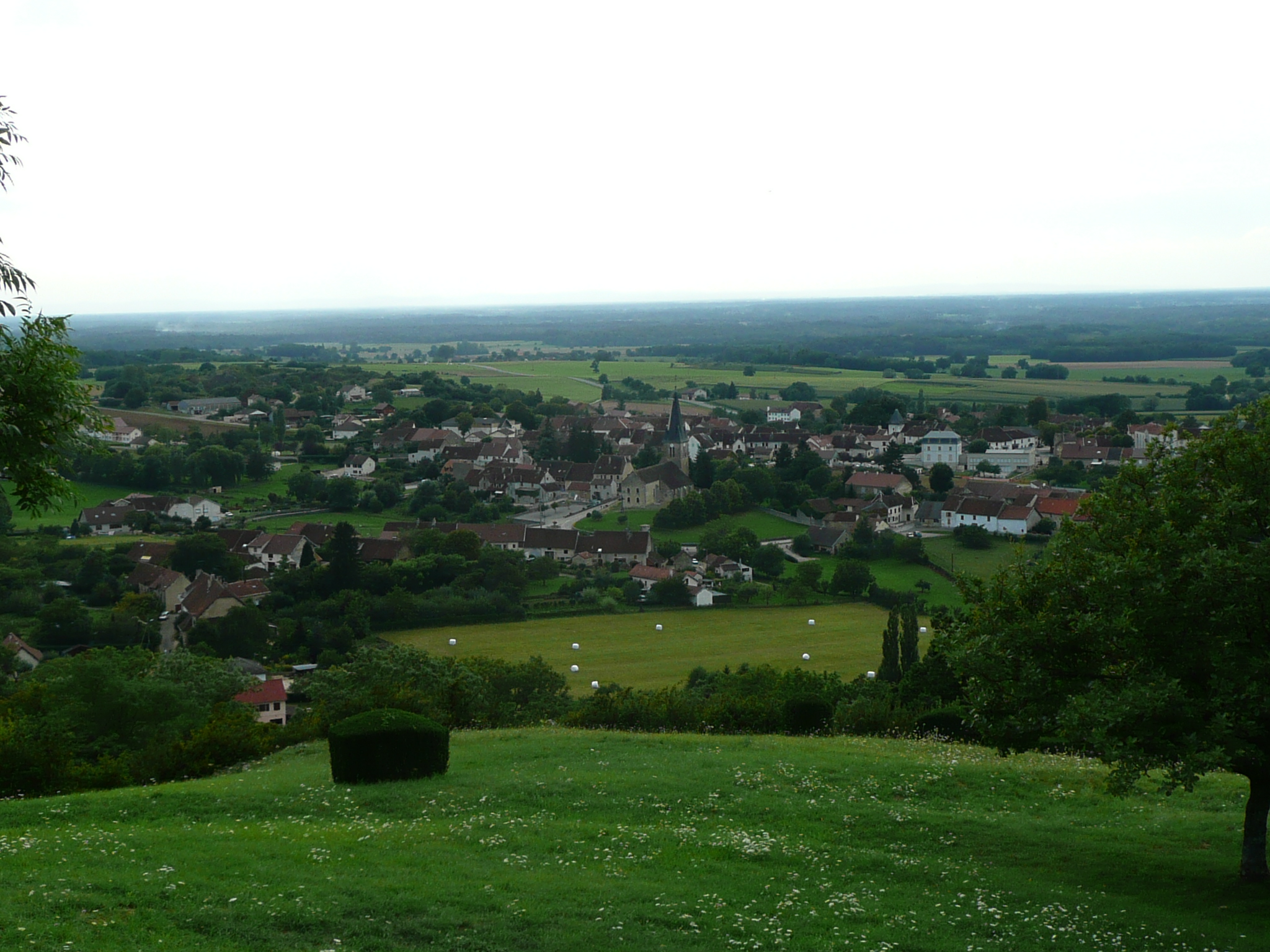
マドーヌ地区のパノラマ